# Inname van Palermo (535)

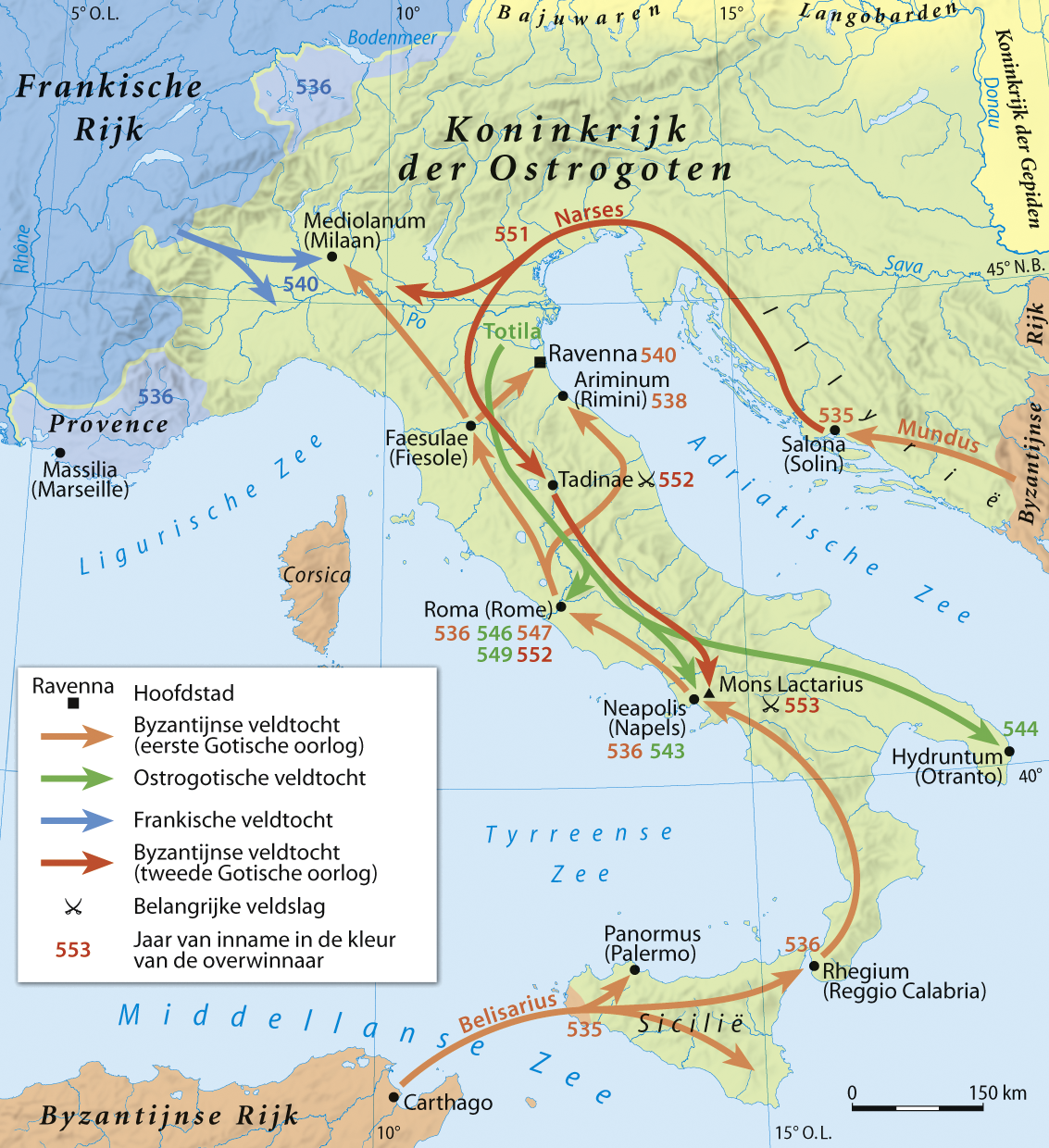
De Byzantijnen bevechten de Ostrogoten in de Gotische Oorlog (535-554). Verovering van Sicilië (535)

De Inname van Palermo in het jaar 535 is een episode in de Gotische Oorlog (535-554), een van de eerste wapenfeiten in deze oorlog. Het Byzantijnse leger onder leiding van generaal Belisarius veroverde op de Ostrogoten de stad Palermo, een stad in Sicilië. 
Het relaas wordt verhaald door Procopius, een Byzantijns geschiedschrijver, in zijn werk Geschiedenis van de Oorlogen ofwel Υπέρ των πολέμων λόγοι. De inname van Palermo staat in Boek I.

## Verloop
Na de Vandaalse Oorlog (533-534) hadden de Byzantijnen terug voet aan wal in Noord-Afrika. Generaal Belisarius werd geëerd met een triomftocht in Constantinopel en verkreeg de titel van consul. Keizer Justinianus I gaf vervolgens het bevel vanuit Noord-Afrika de Ostrogoten te bevechten die in Sicilië en het Italiaanse vasteland hun rijk hadden.
Generaal Belisarius landde op de zuidkust van Sicilië (535). De troepen veroverden zonder slag of stoot Catania en Syracuse. De bevolking juichte de komst van de Byzantijnen toe, volgens Procopius. Er was een uitzondering op de vlotte verovering van Sicilië: Palermo. In Palermo had het Ostrogotische leger zich verschanst; ze hadden voldoende wapens en proviand om een belegering aan te kunnen. Palermo zou het enige slagveld worden van de Byzantijnse verovering op Sicilië. Op zekere dag stonden de Byzantijnen voor de stadspoorten. De Ostrogoten stonden onder bevel van commandant Sinderic. Sinderic eiste van de Byzantijnen dat ze zich terugtrokken en afzagen van een belegering van Palermo. Generaal Belisarius besefte dat een belegering over land weinig succes zou hebben. Hij bedacht een list. Belisarius had namelijk gemerkt dat de stadsmuren van Palermo aan de zeekant lager gebouwd waren dan aan de landzijde. Hij liet schepen aanrukken en plaatste boogschutters op alle kraaiennesten.  Het ene na het andere Byzantijnse schip beschoot Palermo vanuit deze grote hoogtes. De Ostrogotische verdediging op de muren aan de zeekant vermocht weinig. 
Na een paar dagen capituleerde Sinderic (535). Met de val van Palermo hadden de Byzantijnen Sicilië in handen en kon de invasie van het Italiaanse vasteland beginnen, via de Straat van Messina (536).